# Perinton
Perinton est une ville américaine située au sud-est de Rochester dans le comté de Monroe, dans l'État de New York. Sa population s'élève à 46 462 habitants lors du recensement de 2010.

## Source
- (en) Cet article est partiellement ou en totalité issu de l’article de Wikipédia en anglais intitulé « Perinton, New York » (voir la liste des auteurs).